# Mutisieae
Mutisieae Cass., 1819 è una tribù di piante angiosperme dicotiledoni appartenente alla famiglia delle Asteraceae. Nella classificazione tradizionale le Mutisieae sono un ampio raggruppamento, con oltre 80 generi, all'interno della sottofamiglia Cichorioideae; la moderna classificazione filogenetica ne ha ridisegnato (e ridimensionato) i confini, collocandola, con soli 15 generi, all'interno della sottofamiglia Mutisioideae.

## Etimologia
Il nome della sottotribù deriva dal suo genere tipo ed è un omaggio al botanico spagnolo José Celestino Mutis (1732-1808).

## Descrizione

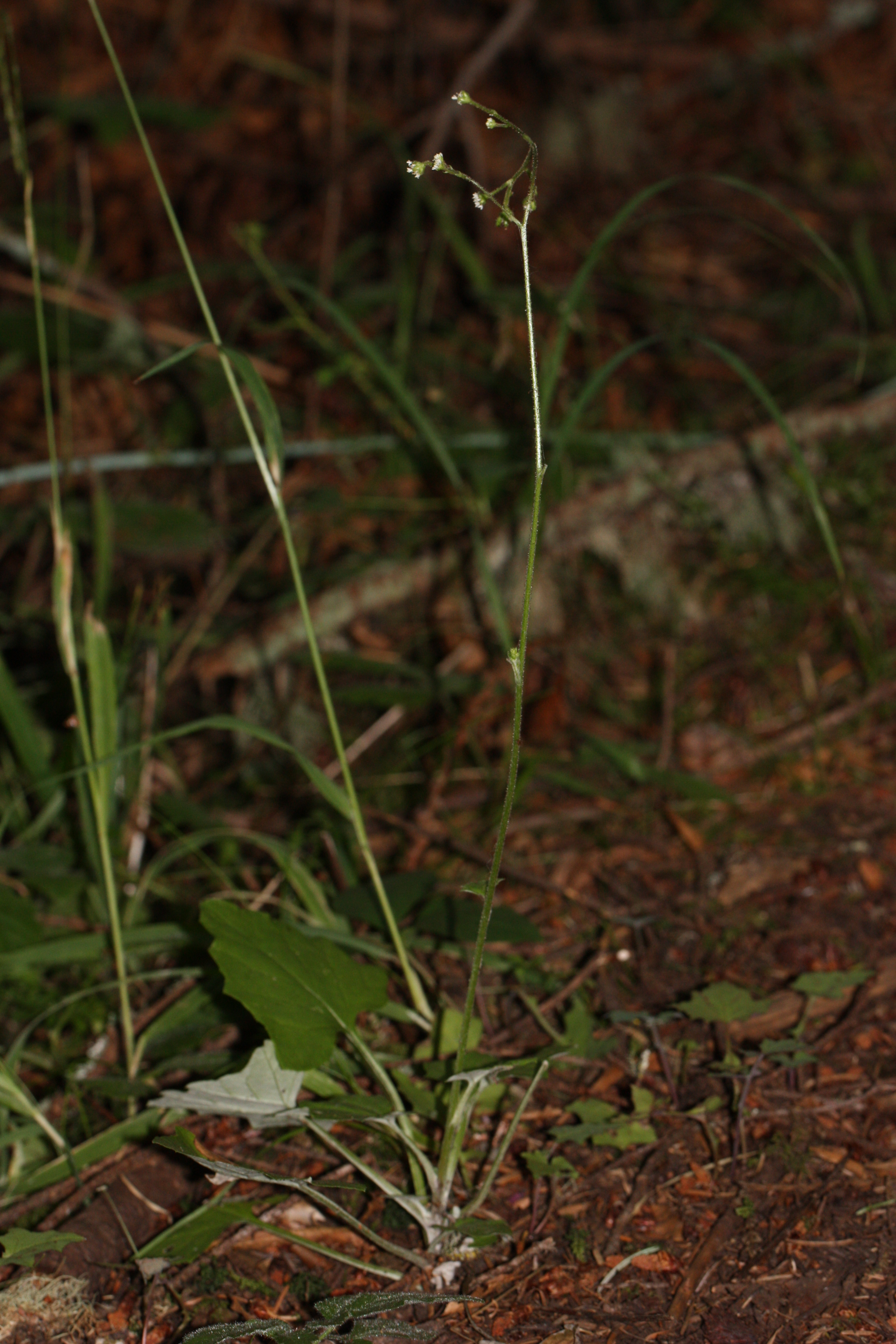
Il portamento
Adenocaulon bicolor

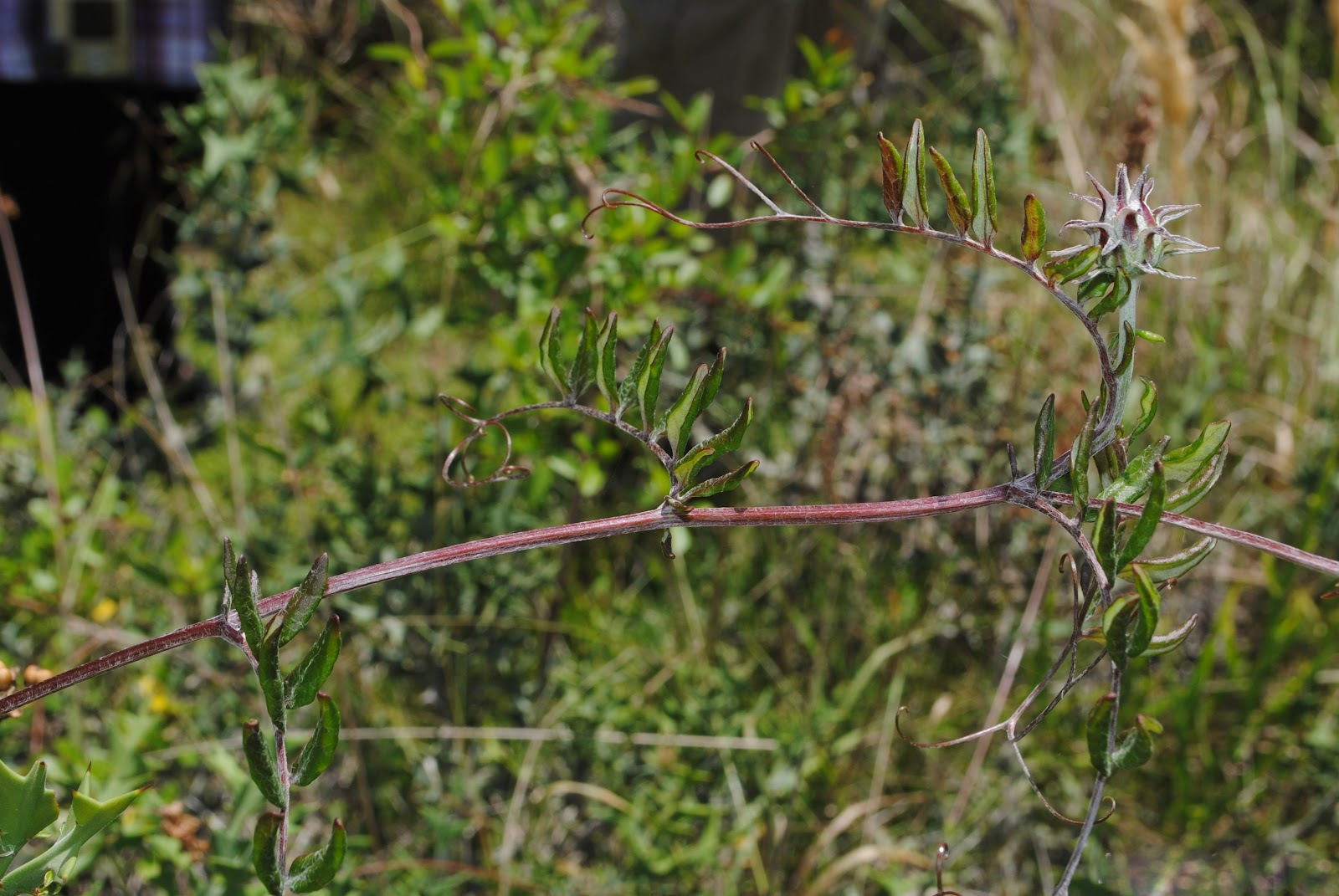
Le foglie
Mutisia coccinea

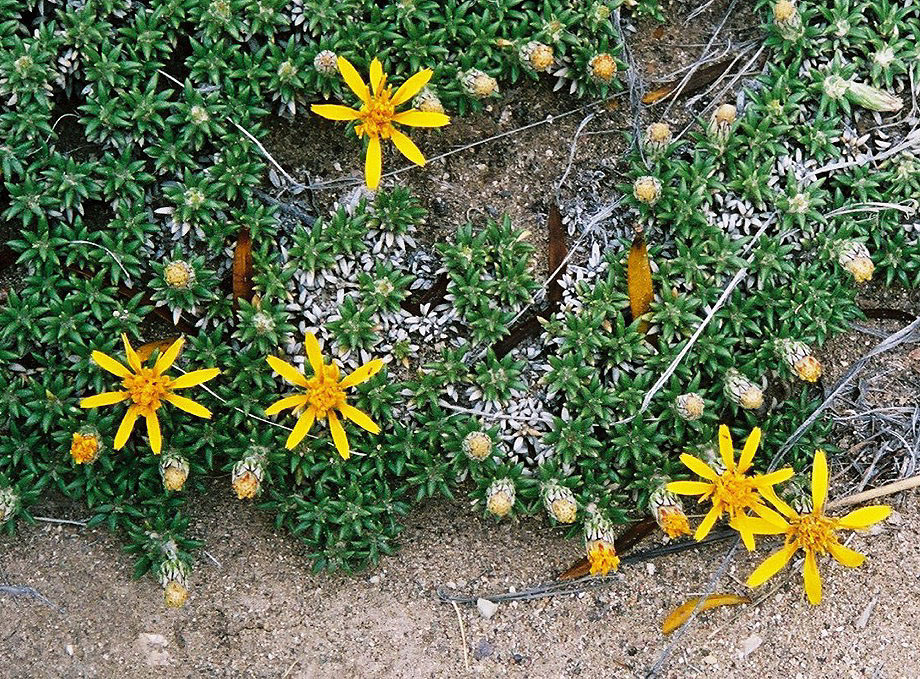
Infiorescenza
Brachyclados caespitosus

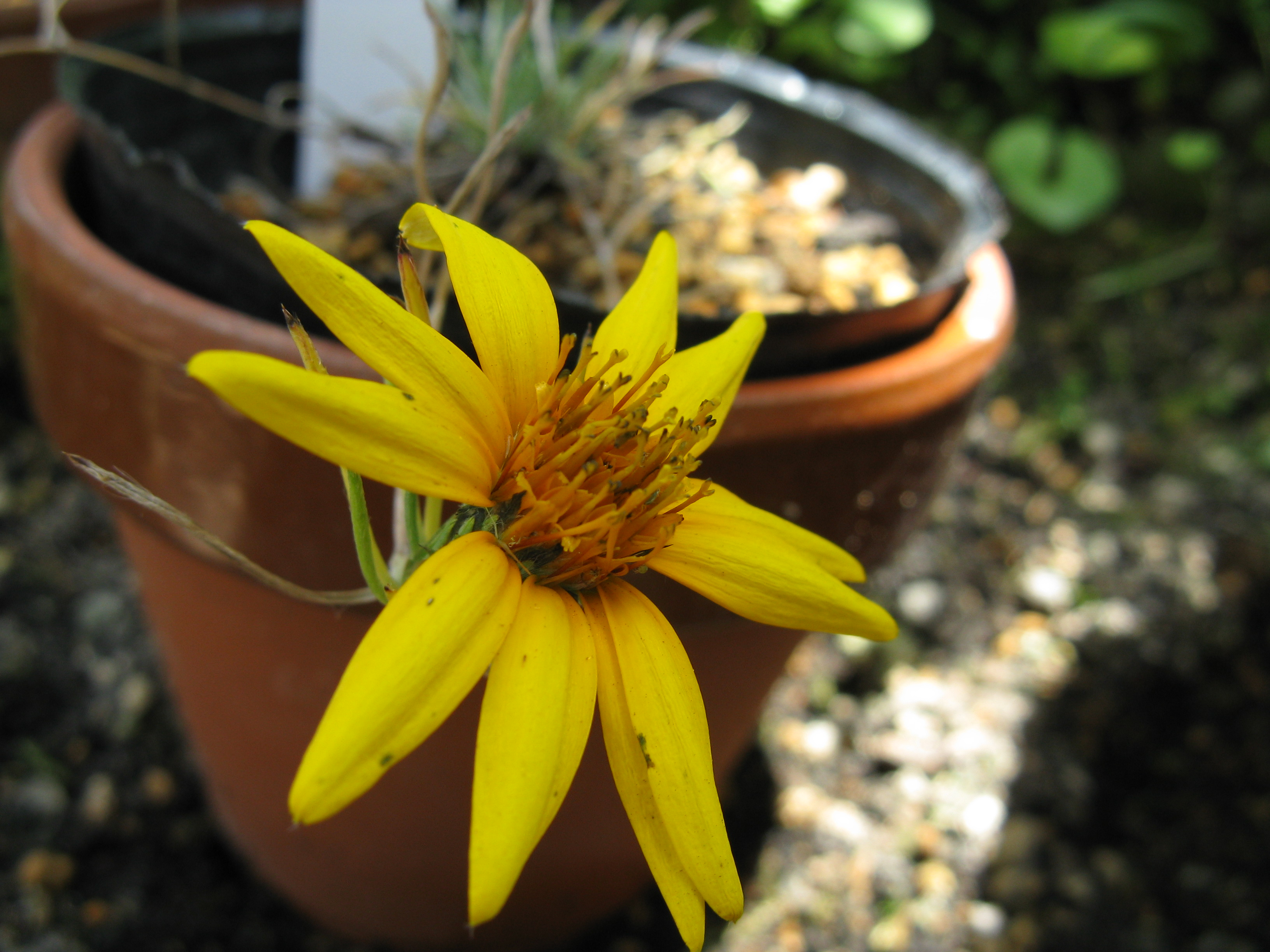
I fiori
Chaetanthera chilensis

Le specie di questa voce sono piante annuali o perenni con portamenti erbacei o subarbustivi o (meno spesso) rampicanti o prostrati o arborei. Sono presenti piante monoiche o (raramente) dioiche o anche peli stipitato-ghiandolari.
In genere sono presenti sia foglie basali che cauline. Le foglie lungo il caule sono disposte in modo alternato. Quelle basali spesso formano delle rosette (disposizione rosulata e decussata). La forma delle lamine è subulata, spatolata, lanceolata o ovata con contorno intero, dentato o seghettato. L'apice può terminare in un viticcio. Raramente sono profondamente pennatosette o sparsamente lobate o profondamente partite. La superficie può essere glabra di sopra e tomentosa di sotto.
Le infiorescenze sono composte da capolini terminali, da piccoli a grandi, sessili, solitari o raccolti in formazioni corimbose o paicolate. I capolini possono essere radiati oppure disciformi, eterogami (raramente omogami). I inoltre capolini sono formati da un involucro a forma cilindrica, emisferica oppure campanulata composto da brattee (o squame) all'interno delle quali un ricettacolo fa da base ai fiori di due tipi (più o meno): tubulosi e ligulati. Le brattee, simili a foglie, disposte su più serie in modo embricato sono di vario tipo e consistenza. Il ricettacolo, in genere glabro, a forma piatta o convessa o conica (a volte alveolata), è nudo (senza pagliette).
Alcuni generi presentano l'alternanza di capolini casmogami (cioè che presentano l'usuale meccanismo di impollinazione incrociata dopo la fioritura), e capolini cleistogami (cioè che si riproducono per autoimpollinazione senza che si verifichi l'apertura dei fiori).
I fiori (omomorfici o eteromorfici) sia quelli tubulosi che ligulati sono tetra-ciclici (ossia sono presenti 4 verticilli: calice – corolla – androceo – gineceo) e pentameri (ogni verticillo ha 5 elementi). I fiori sono ermafroditi, actinomorfi o zigomorfi e fertili. I fiori del raggio (quelli periferici), se presenti, sono femminili (con o senza staminoidi) e disposti in modo più o meno uniseriale. I fiori del disco (quelli centrali) sono ermafroditi o femminili o funzionalmente maschili e privi di achenio (l'ovario è rudimentale).
- Formula fiorale:

*/x K {\displaystyle \infty }, [C (5), A (5)], G 2 (infero), achenio
- Calice: i sepali del calice sono ridotti ad una coroncina di squame.
- Corolla: la corolla è formata da un tubo terminante in modo bilabiato. Il labbro esterno dei fiori del raggio (quelli periferici) può essere lungo, corto e a tre denti; quello interno ha due lobi corti, lineari o lunghi (talvolta fortemente ridotti). Le corolle bilabiate dei fiori del disco hanno il labbro esterno a tre denti e quello interno con due lobi (raramente possono essere subligulate). I lobi possono essere attorcigliati. I colori sono: giallo, arancio, rosa, porpora o bianco.
- Androceo: gli stami sono 5 con filamenti liberi, glabri o papillosi e distinti, mentre le antere sono saldate in un manicotto (o tubo) circondante lo stilo. Le antere (quelle dei fiori del disco) in genere hanno una forma sagittata con base lungamente caudata (arrotondata o acuta). Le antere dei fiori del raggio sono rudimentali o presenti solamente come filamenti. Il polline normalmente è tricolporato a forma sferica (può essere microechinato).
- Gineceo: lo stilo è filiforme; gli stigmi dello stilo sono due poco divergenti, papillosi e corti; possono essere anche connati. La base dello stilo è priva del caratteristico nodo; eventualmente può essere allargata. L'ovario è infero uniloculare formato da 2 carpelli. L'ovulo è unico e anatropo.

I frutti sono degli acheni con pappo. La forma dell'achenio in genere è fusiforme (raramente è obcompressa) con alcune coste longitudinali. In alcune specie i frutti sono dimorfici (quelli marginali sono vistosamente più grandi di quelli interni). Il pericarpo può essere di tipo parenchimatico, altrimenti è indurito (lignificato) radialmente; la superficie è setolosa o glabra o irsuta. Il carpopodium è assente, oppure ha delle forme anulari. Il pappo, formato da una o più serie di setole piumose o barbate, decidue o persistenti, è direttamente inserito nel pericarpo o connato in un anello parenchimatico posto sulla parte apicale dell'achenio. Il pappo è più lungo della corolla.

## Biologia
- Impollinazione: l'impollinazione avviene tramite insetti (impollinazione entomogama tramite farfalle diurne e notturne).
- Riproduzione: la fecondazione avviene fondamentalmente tramite l'impollinazione dei fiori (vedi sopra).
- Dispersione: i semi (gli acheni) cadendo a terra sono successivamente dispersi soprattutto da insetti tipo formiche (disseminazione mirmecoria). In questo tipo di piante avviene anche un altro tipo di dispersione: zoocoria. Infatti gli uncini delle brattee dell'involucro si agganciano ai peli degli animali di passaggio disperdendo così anche su lunghe distanze i semi della pianta.

## Distribuzione
La tribù è distribuita prevalentemente in Sud America, ma alcune specie si trovano anche in Nord America, Asia, Africa e un'unica specie (Trichocline spathulata) in Australia. Alcuni generi (Gerbera, Trichocline e Adenocaulon) hanno un areale pressoché cosmopolita (assenti solo in Europa), altri sono endemici di aree ristrette come per esempio il genere Perdicium (2 specie), endemico del Sudafrica, o il genere Lulia (1 specie), ristretto al Brasile meridionale.

## Tassonomia
La famiglia di appartenenza di questa voce (Asteraceae o Compositae, nomen conservandum) probabilmente originaria del Sud America, è la più numerosa del mondo vegetale, comprende oltre 23.000 specie distribuite su 1.535 generi, oppure 22.750 specie e 1.530 generi secondo altre fonti (una delle checklist più aggiornata elenca fino a 1.679 generi). La famiglia attualmente (2021) è divisa in 16 sottofamiglie.

### Filogenesi
La sottofamiglia Mutisioideae, nell'ambito delle Asteraceae occupa una posizione "basale" (si è evoluta precocemente rispetto al resto della famiglia) ed è molto vicina alla sottofamiglia Stifftioideae. La tribù Mutisieae con la tribù Nassauvieae formano due "gruppi fratelli" ed entrambe rappresentano il "core" della sottofamiglia.
Descritta per la prima volta da Cassini nel 1819, la tribù delle Mutisieae, tradizionalmente assegnata alla sottofamiglia Cichorioideae, ha assunto nel corso del tempo dimensioni e confini estremamente variabili. Bentham. nel 1873 divideva la tribù (da lui chiamata Mutisiaceae) in cinque sottotribù: Barnadesieae, Onoserideae, Gochnatieae, Gerberieae e Nassauvieae..
In epoca più recente la classificazione più seguita è stata per lungo tempo quella proposta da Cabrera che contemplava la suddivisione delle Mutisieae in 4 sottotribù: Barnadesiinae, Gochnatiinae, Mutisiinae e Nassauviinae, allargando i confini della tribù sino a comprendere 89 generi e circa 950 specie.

Moderni studi filogenetici hanno evidenziato il carattere polifiletico del raggruppamento proposto da Cabrera e hanno ridisegnato i confini della tribù, considerata attualmente come una delle tre tribù della sottofamiglia Mutisioideae, riducendo il numero dei generi in essa compresi a 15, per un numero complessivo di circa 250 specie.
|  | Onoserideae                                                             |
|  |                                                                         |
|  | \| \| Nassauvieae \| \| \| \| \| \| Mutisieae sensu stricto \| \| \| \| |
|  |                                                                         |
|  | Nassauvieae                                                             |
|  |                                                                         |
|  | Mutisieae sensu stricto                                                 |
|  |                                                                         |

|  | Nassauvieae             |
|  |                         |
|  | Mutisieae sensu stricto |
|  |                         |

|  | Wunderlichieae |
|  |                |
|  | Hyalideae      |
|  |                |

|  | \| \| Tarchonantheae \| \| \| \| \| \| Oldenburgieae \| \| \| \| |
|  |                                                                  |
|  | Dicomeae                                                         |
|  |                                                                  |
|  | Cardueae                                                         |
|  |                                                                  |
|  | Tarchonantheae                                                   |
|  |                                                                  |
|  | Oldenburgieae                                                    |
|  |                                                                  |

|  | Tarchonantheae |
|  |                |
|  | Oldenburgieae  |
|  |                |

|  | \| \| Tarchonantheae \| \| \| \| \| \| Oldenburgieae \| \| \| \| |
|  |                                                                  |
|  | Dicomeae                                                         |
|  |                                                                  |
|  | Cardueae                                                         |
|  |                                                                  |
|  | Tarchonantheae                                                   |
|  |                                                                  |
|  | Oldenburgieae                                                    |
|  |                                                                  |

|  | Tarchonantheae |
|  |                |
|  | Oldenburgieae  |
|  |                |

|  | \| \| Tarchonantheae \| \| \| \| \| \| Oldenburgieae \| \| \| \| |
|  |                                                                  |
|  | Dicomeae                                                         |
|  |                                                                  |
|  | Cardueae                                                         |
|  |                                                                  |
|  | Tarchonantheae                                                   |
|  |                                                                  |
|  | Oldenburgieae                                                    |
|  |                                                                  |

|  | Tarchonantheae |
|  |                |
|  | Oldenburgieae  |
|  |                |

|  | \| \| Tarchonantheae \| \| \| \| \| \| Oldenburgieae \| \| \| \| |
|  |                                                                  |
|  | Dicomeae                                                         |
|  |                                                                  |
|  | Cardueae                                                         |
|  |                                                                  |
|  | Tarchonantheae                                                   |
|  |                                                                  |
|  | Oldenburgieae                                                    |
|  |                                                                  |

|  | Tarchonantheae |
|  |                |
|  | Oldenburgieae  |
|  |                |

|  | \| \| Tarchonantheae \| \| \| \| \| \| Oldenburgieae \| \| \| \| |
|  |                                                                  |
|  | Dicomeae                                                         |
|  |                                                                  |
|  | Cardueae                                                         |
|  |                                                                  |
|  | Tarchonantheae                                                   |
|  |                                                                  |
|  | Oldenburgieae                                                    |
|  |                                                                  |

|  | Tarchonantheae |
|  |                |
|  | Oldenburgieae  |
|  |                |

|  | \| \| Tarchonantheae \| \| \| \| \| \| Oldenburgieae \| \| \| \| |
|  |                                                                  |
|  | Dicomeae                                                         |
|  |                                                                  |
|  | Cardueae                                                         |
|  |                                                                  |
|  | Tarchonantheae                                                   |
|  |                                                                  |
|  | Oldenburgieae                                                    |
|  |                                                                  |

|  | Tarchonantheae |
|  |                |
|  | Oldenburgieae  |
|  |                |

|  | \| \| Tarchonantheae \| \| \| \| \| \| Oldenburgieae \| \| \| \| |
|  |                                                                  |
|  | Dicomeae                                                         |
|  |                                                                  |
|  | Cardueae                                                         |
|  |                                                                  |
|  | Tarchonantheae                                                   |
|  |                                                                  |
|  | Oldenburgieae                                                    |
|  |                                                                  |

|  | Tarchonantheae |
|  |                |
|  | Oldenburgieae  |
|  |                |

|  | \| \| Tarchonantheae \| \| \| \| \| \| Oldenburgieae \| \| \| \| |
|  |                                                                  |
|  | Dicomeae                                                         |
|  |                                                                  |
|  | Cardueae                                                         |
|  |                                                                  |
|  | Tarchonantheae                                                   |
|  |                                                                  |
|  | Oldenburgieae                                                    |
|  |                                                                  |

|  | Tarchonantheae |
|  |                |
|  | Oldenburgieae  |
|  |                |

|  | Wunderlichieae |
|  |                |
|  | Hyalideae      |
|  |                |

|  | \| \| Tarchonantheae \| \| \| \| \| \| Oldenburgieae \| \| \| \| |
|  |                                                                  |
|  | Dicomeae                                                         |
|  |                                                                  |
|  | Cardueae                                                         |
|  |                                                                  |
|  | Tarchonantheae                                                   |
|  |                                                                  |
|  | Oldenburgieae                                                    |
|  |                                                                  |

|  | Tarchonantheae |
|  |                |
|  | Oldenburgieae  |
|  |                |

|  | \| \| Tarchonantheae \| \| \| \| \| \| Oldenburgieae \| \| \| \| |
|  |                                                                  |
|  | Dicomeae                                                         |
|  |                                                                  |
|  | Cardueae                                                         |
|  |                                                                  |
|  | Tarchonantheae                                                   |
|  |                                                                  |
|  | Oldenburgieae                                                    |
|  |                                                                  |

|  | Tarchonantheae |
|  |                |
|  | Oldenburgieae  |
|  |                |

|  | \| \| Tarchonantheae \| \| \| \| \| \| Oldenburgieae \| \| \| \| |
|  |                                                                  |
|  | Dicomeae                                                         |
|  |                                                                  |
|  | Cardueae                                                         |
|  |                                                                  |
|  | Tarchonantheae                                                   |
|  |                                                                  |
|  | Oldenburgieae                                                    |
|  |                                                                  |

|  | Tarchonantheae |
|  |                |
|  | Oldenburgieae  |
|  |                |

|  | \| \| Tarchonantheae \| \| \| \| \| \| Oldenburgieae \| \| \| \| |
|  |                                                                  |
|  | Dicomeae                                                         |
|  |                                                                  |
|  | Cardueae                                                         |
|  |                                                                  |
|  | Tarchonantheae                                                   |
|  |                                                                  |
|  | Oldenburgieae                                                    |
|  |                                                                  |

|  | Tarchonantheae |
|  |                |
|  | Oldenburgieae  |
|  |                |

|  | \| \| Tarchonantheae \| \| \| \| \| \| Oldenburgieae \| \| \| \| |
|  |                                                                  |
|  | Dicomeae                                                         |
|  |                                                                  |
|  | Cardueae                                                         |
|  |                                                                  |
|  | Tarchonantheae                                                   |
|  |                                                                  |
|  | Oldenburgieae                                                    |
|  |                                                                  |

|  | Tarchonantheae |
|  |                |
|  | Oldenburgieae  |
|  |                |

|  | \| \| Tarchonantheae \| \| \| \| \| \| Oldenburgieae \| \| \| \| |
|  |                                                                  |
|  | Dicomeae                                                         |
|  |                                                                  |
|  | Cardueae                                                         |
|  |                                                                  |
|  | Tarchonantheae                                                   |
|  |                                                                  |
|  | Oldenburgieae                                                    |
|  |                                                                  |

|  | Tarchonantheae |
|  |                |
|  | Oldenburgieae  |
|  |                |

|  | \| \| Tarchonantheae \| \| \| \| \| \| Oldenburgieae \| \| \| \| |
|  |                                                                  |
|  | Dicomeae                                                         |
|  |                                                                  |
|  | Cardueae                                                         |
|  |                                                                  |
|  | Tarchonantheae                                                   |
|  |                                                                  |
|  | Oldenburgieae                                                    |
|  |                                                                  |

|  | Tarchonantheae |
|  |                |
|  | Oldenburgieae  |
|  |                |

|  | \| \| Tarchonantheae \| \| \| \| \| \| Oldenburgieae \| \| \| \| |
|  |                                                                  |
|  | Dicomeae                                                         |
|  |                                                                  |
|  | Cardueae                                                         |
|  |                                                                  |
|  | Tarchonantheae                                                   |
|  |                                                                  |
|  | Oldenburgieae                                                    |
|  |                                                                  |

|  | Tarchonantheae |
|  |                |
|  | Oldenburgieae  |
|  |                |

|  | Onoserideae                                                             |
|  |                                                                         |
|  | \| \| Nassauvieae \| \| \| \| \| \| Mutisieae sensu stricto \| \| \| \| |
|  |                                                                         |
|  | Nassauvieae                                                             |
|  |                                                                         |
|  | Mutisieae sensu stricto                                                 |
|  |                                                                         |

|  | Nassauvieae             |
|  |                         |
|  | Mutisieae sensu stricto |
|  |                         |

|  | Wunderlichieae |
|  |                |
|  | Hyalideae      |
|  |                |

|  | \| \| Tarchonantheae \| \| \| \| \| \| Oldenburgieae \| \| \| \| |
|  |                                                                  |
|  | Dicomeae                                                         |
|  |                                                                  |
|  | Cardueae                                                         |
|  |                                                                  |
|  | Tarchonantheae                                                   |
|  |                                                                  |
|  | Oldenburgieae                                                    |
|  |                                                                  |

|  | Tarchonantheae |
|  |                |
|  | Oldenburgieae  |
|  |                |

|  | \| \| Tarchonantheae \| \| \| \| \| \| Oldenburgieae \| \| \| \| |
|  |                                                                  |
|  | Dicomeae                                                         |
|  |                                                                  |
|  | Cardueae                                                         |
|  |                                                                  |
|  | Tarchonantheae                                                   |
|  |                                                                  |
|  | Oldenburgieae                                                    |
|  |                                                                  |

|  | Tarchonantheae |
|  |                |
|  | Oldenburgieae  |
|  |                |

|  | \| \| Tarchonantheae \| \| \| \| \| \| Oldenburgieae \| \| \| \| |
|  |                                                                  |
|  | Dicomeae                                                         |
|  |                                                                  |
|  | Cardueae                                                         |
|  |                                                                  |
|  | Tarchonantheae                                                   |
|  |                                                                  |
|  | Oldenburgieae                                                    |
|  |                                                                  |

|  | Tarchonantheae |
|  |                |
|  | Oldenburgieae  |
|  |                |

|  | \| \| Tarchonantheae \| \| \| \| \| \| Oldenburgieae \| \| \| \| |
|  |                                                                  |
|  | Dicomeae                                                         |
|  |                                                                  |
|  | Cardueae                                                         |
|  |                                                                  |
|  | Tarchonantheae                                                   |
|  |                                                                  |
|  | Oldenburgieae                                                    |
|  |                                                                  |

|  | Tarchonantheae |
|  |                |
|  | Oldenburgieae  |
|  |                |

|  | \| \| Tarchonantheae \| \| \| \| \| \| Oldenburgieae \| \| \| \| |
|  |                                                                  |
|  | Dicomeae                                                         |
|  |                                                                  |
|  | Cardueae                                                         |
|  |                                                                  |
|  | Tarchonantheae                                                   |
|  |                                                                  |
|  | Oldenburgieae                                                    |
|  |                                                                  |

|  | Tarchonantheae |
|  |                |
|  | Oldenburgieae  |
|  |                |

|  | \| \| Tarchonantheae \| \| \| \| \| \| Oldenburgieae \| \| \| \| |
|  |                                                                  |
|  | Dicomeae                                                         |
|  |                                                                  |
|  | Cardueae                                                         |
|  |                                                                  |
|  | Tarchonantheae                                                   |
|  |                                                                  |
|  | Oldenburgieae                                                    |
|  |                                                                  |

|  | Tarchonantheae |
|  |                |
|  | Oldenburgieae  |
|  |                |

|  | \| \| Tarchonantheae \| \| \| \| \| \| Oldenburgieae \| \| \| \| |
|  |                                                                  |
|  | Dicomeae                                                         |
|  |                                                                  |
|  | Cardueae                                                         |
|  |                                                                  |
|  | Tarchonantheae                                                   |
|  |                                                                  |
|  | Oldenburgieae                                                    |
|  |                                                                  |

|  | Tarchonantheae |
|  |                |
|  | Oldenburgieae  |
|  |                |

|  | \| \| Tarchonantheae \| \| \| \| \| \| Oldenburgieae \| \| \| \| |
|  |                                                                  |
|  | Dicomeae                                                         |
|  |                                                                  |
|  | Cardueae                                                         |
|  |                                                                  |
|  | Tarchonantheae                                                   |
|  |                                                                  |
|  | Oldenburgieae                                                    |
|  |                                                                  |

|  | Tarchonantheae |
|  |                |
|  | Oldenburgieae  |
|  |                |

|  | Wunderlichieae |
|  |                |
|  | Hyalideae      |
|  |                |

|  | \| \| Tarchonantheae \| \| \| \| \| \| Oldenburgieae \| \| \| \| |
|  |                                                                  |
|  | Dicomeae                                                         |
|  |                                                                  |
|  | Cardueae                                                         |
|  |                                                                  |
|  | Tarchonantheae                                                   |
|  |                                                                  |
|  | Oldenburgieae                                                    |
|  |                                                                  |

|  | Tarchonantheae |
|  |                |
|  | Oldenburgieae  |
|  |                |

|  | \| \| Tarchonantheae \| \| \| \| \| \| Oldenburgieae \| \| \| \| |
|  |                                                                  |
|  | Dicomeae                                                         |
|  |                                                                  |
|  | Cardueae                                                         |
|  |                                                                  |
|  | Tarchonantheae                                                   |
|  |                                                                  |
|  | Oldenburgieae                                                    |
|  |                                                                  |

|  | Tarchonantheae |
|  |                |
|  | Oldenburgieae  |
|  |                |

|  | \| \| Tarchonantheae \| \| \| \| \| \| Oldenburgieae \| \| \| \| |
|  |                                                                  |
|  | Dicomeae                                                         |
|  |                                                                  |
|  | Cardueae                                                         |
|  |                                                                  |
|  | Tarchonantheae                                                   |
|  |                                                                  |
|  | Oldenburgieae                                                    |
|  |                                                                  |

|  | Tarchonantheae |
|  |                |
|  | Oldenburgieae  |
|  |                |

|  | \| \| Tarchonantheae \| \| \| \| \| \| Oldenburgieae \| \| \| \| |
|  |                                                                  |
|  | Dicomeae                                                         |
|  |                                                                  |
|  | Cardueae                                                         |
|  |                                                                  |
|  | Tarchonantheae                                                   |
|  |                                                                  |
|  | Oldenburgieae                                                    |
|  |                                                                  |

|  | Tarchonantheae |
|  |                |
|  | Oldenburgieae  |
|  |                |

|  | \| \| Tarchonantheae \| \| \| \| \| \| Oldenburgieae \| \| \| \| |
|  |                                                                  |
|  | Dicomeae                                                         |
|  |                                                                  |
|  | Cardueae                                                         |
|  |                                                                  |
|  | Tarchonantheae                                                   |
|  |                                                                  |
|  | Oldenburgieae                                                    |
|  |                                                                  |

|  | Tarchonantheae |
|  |                |
|  | Oldenburgieae  |
|  |                |

|  | \| \| Tarchonantheae \| \| \| \| \| \| Oldenburgieae \| \| \| \| |
|  |                                                                  |
|  | Dicomeae                                                         |
|  |                                                                  |
|  | Cardueae                                                         |
|  |                                                                  |
|  | Tarchonantheae                                                   |
|  |                                                                  |
|  | Oldenburgieae                                                    |
|  |                                                                  |

|  | Tarchonantheae |
|  |                |
|  | Oldenburgieae  |
|  |                |

|  | \| \| Tarchonantheae \| \| \| \| \| \| Oldenburgieae \| \| \| \| |
|  |                                                                  |
|  | Dicomeae                                                         |
|  |                                                                  |
|  | Cardueae                                                         |
|  |                                                                  |
|  | Tarchonantheae                                                   |
|  |                                                                  |
|  | Oldenburgieae                                                    |
|  |                                                                  |

|  | Tarchonantheae |
|  |                |
|  | Oldenburgieae  |
|  |                |

|  | \| \| Tarchonantheae \| \| \| \| \| \| Oldenburgieae \| \| \| \| |
|  |                                                                  |
|  | Dicomeae                                                         |
|  |                                                                  |
|  | Cardueae                                                         |
|  |                                                                  |
|  | Tarchonantheae                                                   |
|  |                                                                  |
|  | Oldenburgieae                                                    |
|  |                                                                  |

|  | Tarchonantheae |
|  |                |
|  | Oldenburgieae  |
|  |                |

L'albero filogenetico mostra la odierna collocazione delle specie in passato attribuite da Cabrera alla tribù Mutisieae
In particolare, studi molecolari hanno dimostrato che il genere Barnadesia e gli altri generi sudamericani attribuiti da Cabrera alla sottotribù Barnadesiinae, costituiscono il clade basale della famiglia delle Asteraceae e meritano di essere considerate come una sottofamiglia a sé stante, Barnadesioideae. 

Analogamente i generi Cnicothamnus, Cyclolepis, Gochnatia e Richterago (che include Actinoseris e Chucoa), da Cabrera attribuiti alle Gochnatiinae, formano oggi la sottofamiglia Gochnatioideae; il genere nordamericano Hecastocleis è considerato come l'unico genere della sottofamiglia Hecastocleideae; i generi Ainsliaea, Diaspananthus, Macroclinidium, Myripnois e Pertya vengono attribuiti alle Pertyoideae. Le tribù Dicomeae (con i generi Dicoma, Erythrocephalum, Gladiopappus, Macledium, Cloiselia, Pasaccardoa, Pleiotaxis) e Tarchonantheae (Brachylaena, Tarchonanthus) vengono invece incluse nella sottofamiglia Carduoideae. Di recente infine Panero & Funk (2007) hanno stabilito i seguenti nuovi taxa: la sottofamiglia Stifftioideae (con i generi Dinoseris, Duidaea, Eurydochus, Glossarion, Gongylolepis, Hyaloseris, Neblinaea, Quelchia e Stifftia), la sottofamiglia Wunderlichioideae, con le tribù Wunderlichieae (Chimantaea, Stenopadus, Stomatochaeta e Wunderlichia) e Hyalideae (Ianthopappus, Hyalis, Leucomeris e Nouelia), e la tribù Onoserideae (sottofamiglia Mutisioideae), con i generi Aphyllocladus, Gypothamnium, Lycoseris, Onoseris, Plazia e Urmenetea). 

Infine altri generi attribuiti da Cabrera alle Mutisieae hanno trovato collocazione in altre tribù: il genere Hesperomannia è stato attribuito alle Vernonieae, il genere Moquinia alle Moquinieae e il genere Warionia alle Cichorieae.

#### Mutisieaesensu Cabrera
Comprende 89 generi e circa 950 specie.
Sottotribù Barnadesiinae
- Arnaldoa Cabrera
- Barnadesia Mutis ex L.f.
- Chuquiraga Juss.
- Dasyphyllum Kunth
- Doniophyton Wedd.
- Fulcaldea Poir.
- Huarpea Cabrera
- Schlechtendalia Less.

Sottotribù Gochnatiinae
- Achyrothalamus Hoffmann
- Actinoseris (Endl.) Cabrera
- Ainsliaea DC.
- Aphyllocladus Wedd.
- Chimantaea Maguire, Steyerm. & Wurdack
- Chucoa Cabrera
- Cnicothamnus Griseb.
- Cyclolepis Gill & D.Don
- Diaspananthus Maxim.
- Dicoma Cass.
- Duseniella K.Schum.
- Erythrocephalum Benth.
- Gochnatia Knuth in HBK
- Gypothamnium Phil.
- Hecastocleis A. Gray
- Hesperomannia Gray
- Hochstetteria DC.
- Hyalis D.Don ex Hook & Arn.
- Lycoseris Cass.
- Macroclinidium Maxim.
- Moquinia DC.
- Nouelia Franch.
- Oldenburgia Less.
- Onoseris Willd.
- Pasaccardoa Kuntze
- Pertya Sch.Bip.
- Plazia Ruiz & Pav
- Pleiotaxis Steetz
- Quelchia N.E.Br.
- Stenopadus S. F. Blake
- Stifftia J.C.Mikan
- Stomatochaeta (S.F.Blake) Maguire & Wurdack
- Urmenetea Phil.
- Warionia Benth. & Coss.
- Wunderlichia Riedel ex Benth. & Hook.f.

Sottotribù Mutisiinae
- Achnopogon Maguire, Steyermark & Wurdack.
- Brachyclados Gillies ex D.Don
- Cardonaea Aristeg.
- Catamixis Thompson
- Chaetanthera Ruiz & Pav
- Chaptalia Vent.
- Dinoseris Griseb.
- Duidaea S.F.Blake
- Eurydochus Maguire & Wurdack
- Gerbera L.
- Glossarion Maguire
- Gongylolepis R.H.Schomb.
- Guaicaia Maguire
- Hyaloseris Griseb.
- Leibnitzia Cass.
- Mutisia Less.
- Myripnois Bunge
- Neblinaea Maguire & Wurdack
- Pachylaena D.Don ex Hook.
- Perdicium L.
- Piloselloides (Less.) C.Jeffrey ex Cufod.
- Trichocline Cass.
- Uechtritzia Freyn

Sottotribù Nassauviinae
- Acourtia D.Don
- Ameghinoa Speg.
- Calopappus Meyen = Nassauvia
- Cephalopappus Nees & Mart.
- Dolichlasium Lag.
- Holocheilus Cass.
- Jungia L. f.
- Leucheria Lag.
- Leunisia Phil.
- Lophopappus Rusby
- Macrachaenium Hook f.
- Marticorenia Crisci
- Moscharia Ruiz & Pav.
- Nassauvia Comm. ex Juss.
- Oxyphyllum Phil.
- Panphalea Lag.
- Perezia Lag.
- Pleocarphus D.Don:
- Polyachyrus Lag.
- Proustia Lag.
- Triptilion Ruiz & Pav.
- Trixis P.Br.

#### Mutisieaesensu stricto
La tribù di questa voce, secondo le ultime configurazione tassonomiche, comprende 15 generi e 261 specie.
| Sottotribù                       | Genere                                | N. specie                                            | Distribuzione |
| -------------------------------- | ------------------------------------- | ---------------------------------------------------- | --- |
| Mutisiinae (Cass.) Dumort., 1829 | Chaetanthera Ruiz & Pav., 1794        | 35                                                   | America meridionale, costa del Pacifico e Ande |
| Mutisiinae (Cass.) Dumort., 1829 | Mutisia L.f., 1782                    | 65                                                   | La maggiore concentrazione di specie si ha nella regione andina, dalla Colombia settentrionale al Cile meridionale e all'Argentina; un'ulteriore area di distribuzione è rappresentata dal Brasile meridionale e dalle adiacenti regioni di Paraguay e Uruguay e Argentina nord-orientale. |
| Mutisiinae (Cass.) Dumort., 1829 | Oriastrum Poepp., 1843                | 16                                                   | America meridionale, costa del Pacifico e Ande |
| Mutisiinae (Cass.) Dumort., 1829 | Pachylaena D.Don ex Hook. & Arn.      | 2                                                    | Argentina e Cile |
| Adenocaulinae A. Gray, 1884      | Adenocaulon Hook., 1829               | 5                                                    | La distribuzione delle specie di questo genere è abbastanza ampia (distribuzione disgiunta): Argentina, Cile, Canada occidentale e USA da un lato e Asia orientale e Nepal dall'altro. |
| Adenocaulinae A. Gray, 1884      | Eriachaenium Sch.Bip., 1855           | Una specie: Eriachaenium magellanicum Sch.Bip., 1855 | Argentina (Patagonia) e nel Cile del sud. |
| Gerbera Complex                  | Brachyclados D.Don, 1832              | 3                                                    | Cile e Argentina |
| Gerbera Complex                  | Chaptalia Vent., 1802                 | 69                                                   | Dagli Stati Uniti meridionali, attraverso il Messico e l'America centrale, sino al Sud America |
| Gerbera Complex                  | Gerbera L., 1758                      | 22                                                   | Africa, Madagascar, Asia tropicale e Sud America |
| Gerbera Complex                  | Leibnitzia Cass., 1822                | 6                                                    | 3 specie in Nord America e America centrale; 5 specie in Asia |
| Gerbera Complex                  | Lulia Zardini, 1980                   | Una specie: Lulia nervosa (Less.) Zardini            | Brasile |
| Gerbera Complex                  | Oreoseris DC., 1838                   | 12                                                   | Asia, dall'Anatolia alla Cina occidentale |
| Gerbera Complex                  | Perdicium L., 1760                    | 2                                                    | Sudafrica |
| Gerbera Complex                  | Piloselloides (Less.) C.Jeffrey, 1967 | 2                                                    | Africa (centrale e meridionale) e Asia (tropicale-orientale) |
| Gerbera Complex                  | Trichocline Cass., 1817               | 23                                                   | In Sudamerica, dal Perù meridionale all'Argentina e al Cile, con un'unica specie (Trichocline spathulata) in Australia. |

Nota: in precedenza alcune specie di Oreoseris erano descritte all'interno del genere Uechtritzia Freyn (U. armena Freyn & Sint. ex Freyn - 
U. kokanica (Regel & Schmalh.) Pobed - U. lacei (Watt) C.Jeffrey). Ultimamente uno studio di tipo filogenetico molecolare sui nuclei dei cloroplasti ha dimostrato la stretta relazione di queste specie con alcune specie del genere Gerbera di origine asiatica formando così un clade ben sostenuto. In base alle regole della priorità nomenclaturale il nuovo clade è stato chiamato Oreoseris.
In dettaglio:
- Adenocaulinae: questo gruppo occupa, da un punto di vista filogenetico e quindi evolutivo, una posizione intermedia tra il gruppo "basale" formato dai generi Pachylaena e Mutisia e il "core" della tribù rappresentato dal calde Gerbera Complex. Le possibili date relative alla divergenza del gruppo variano da 32 a 23 milioni di anni fa.[18]
- Mutiisinae: questa sottotribù, nell'ambito della tribù, occupa una posizione "basale" (è il primo gruppo ad essersi separato dalla tribù tra i 45 e 26 milioni di anni fa).[18]
- Gerbera Complex (sottotribù Gerberinae Benth. & Hook. f., 1873): un recente studio[18] ha cercato di mettere ordine in questo gruppo di generi proponendo provvisoriamente il gruppo informale di questa voce. All'interno del "Gerbera Complex", fortemente monofiletico (supportato dalle analisi molecolari e dalla morfologia), sono stati individuati due cladi principali: il "Clade A" con generi endemici del Sudamerica e il "Clade B" con generi colonizzatori degli altri continenti comprese alcune aree delle latitudini temperate settentrionali. Dal punto di vista evolutivo la datazione biogeografica e molecolare mostra un'origine sudamericana per i primi nodi divergenti del gruppo con un'età compresa tra 33 e 18 milioni di anni fa; probabile origine nelle Ande nel tardo Oligocene.[18]

Il cladogramma seguente, tratto dallo studio citato, presenta una possibile configurazione filogenetica della tribù:
|  | Pachylaena |
|  |            |
|  | Mutisia    |
|  |            |

|  | Eriachaenium |
|  |              |
|  | Adenocaulon  |
|  |              |

|  | Clade A |
|  |         |
|  | Clade B |
|  |         |

|  | Eriachaenium |
|  |              |
|  | Adenocaulon  |
|  |              |

|  | Clade A |
|  |         |
|  | Clade B |
|  |         |

|  | Pachylaena |
|  |            |
|  | Mutisia    |
|  |            |

|  | Eriachaenium |
|  |              |
|  | Adenocaulon  |
|  |              |

|  | Clade A |
|  |         |
|  | Clade B |
|  |         |

|  | Eriachaenium |
|  |              |
|  | Adenocaulon  |
|  |              |

|  | Clade A |
|  |         |
|  | Clade B |
|  |         |

### Alcune specie

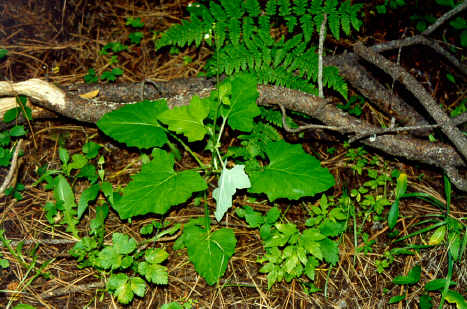
Adenocaulon bicolor
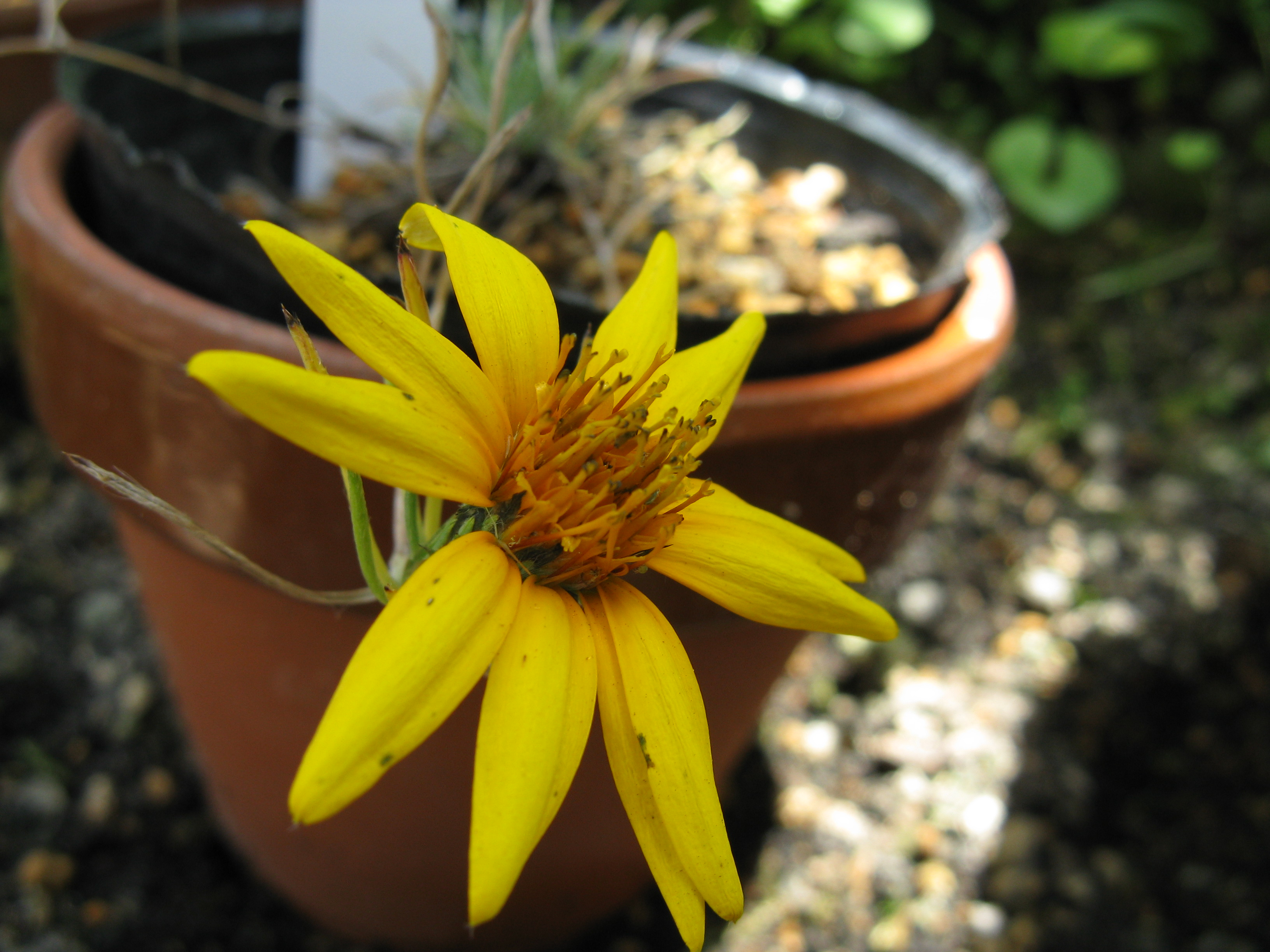
Chaetanthera chilensis
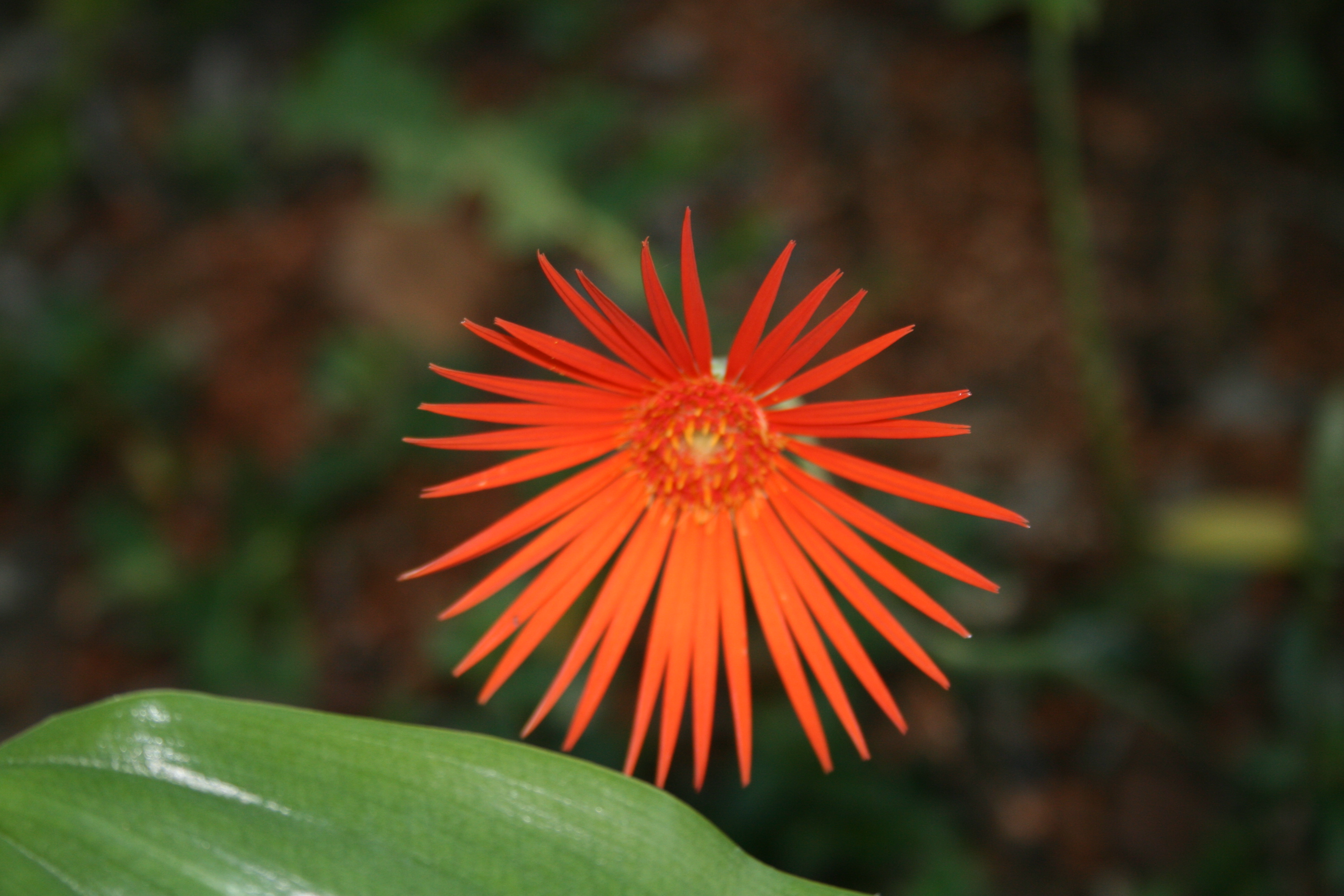
Gerbera jamesonii
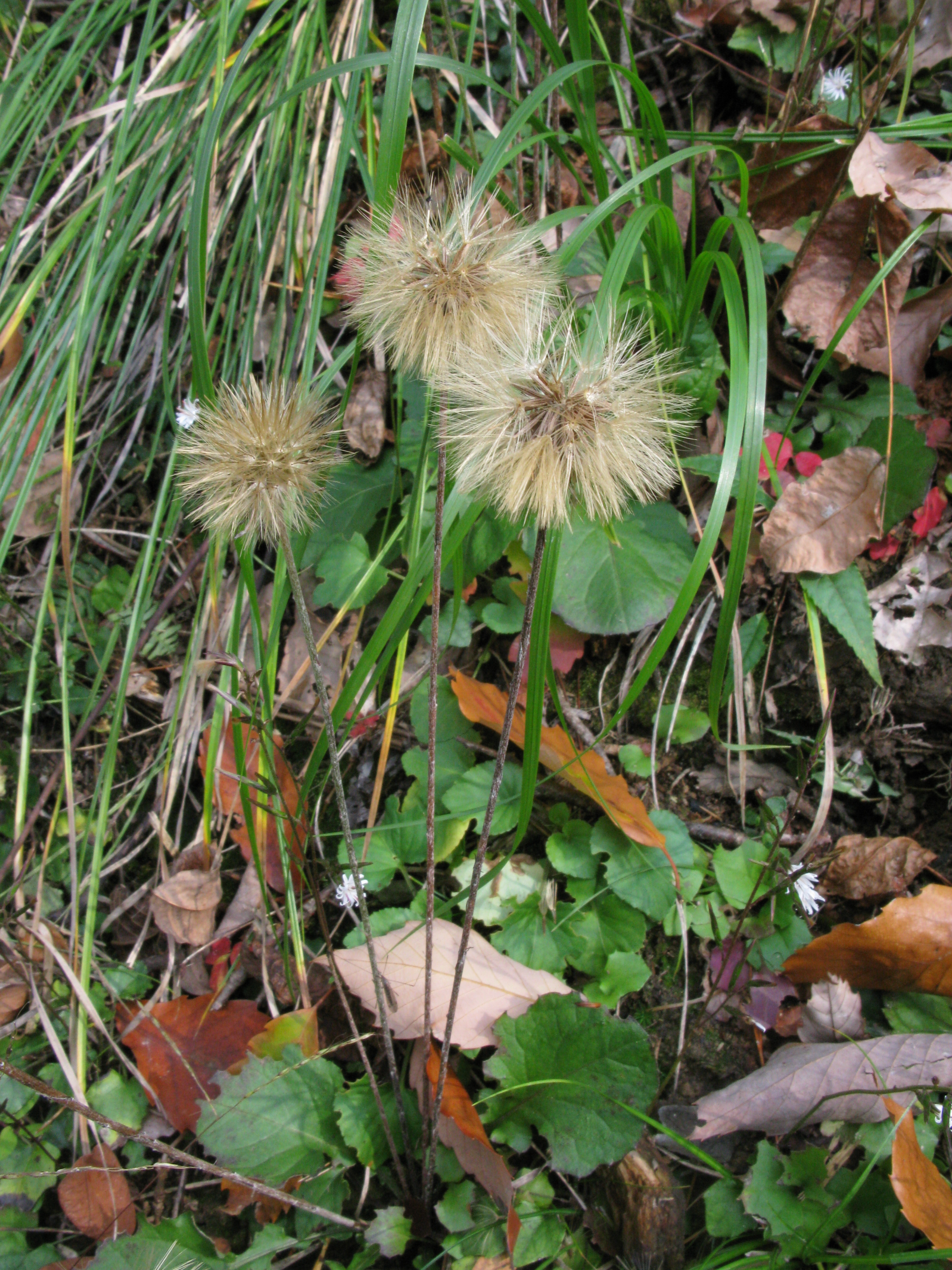
Leibnitzia anandria